# Połotkowo
Połotkowo (biał. Палаткова, ros. Полотково) – wieś na Białorusi, w obwodzie grodzieńskim, w rejonie grodzieńskim, w sielsowiecie Kopciówka.
Dawniej miasteczko, wieś i majątek ziemski. W dwudziestoleciu międzywojennym wieś leżała w Polsce, w województwie białostockim, w powiecie grodzieńskim, w gminie Hornica.
Według Powszechnego Spisu Ludności z 1921 roku wieś zamieszkiwało 286 osób, 105 było wyznania rzymskokatolickiego, 181 prawosławnego. Jednocześnie 106 mieszkańców zadeklarowało polską przynależność narodową, 168 białoruską a 12 inną. Było tu 55 budynków mieszkalnych.